# UVision Air

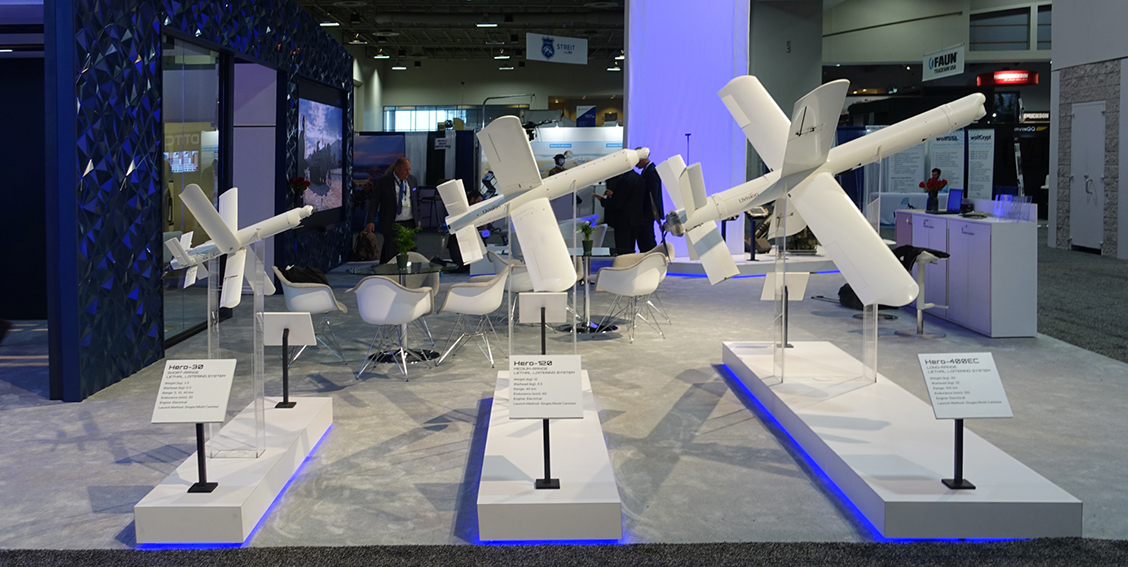
Hero-30, Hero-120 & Hero-400EC

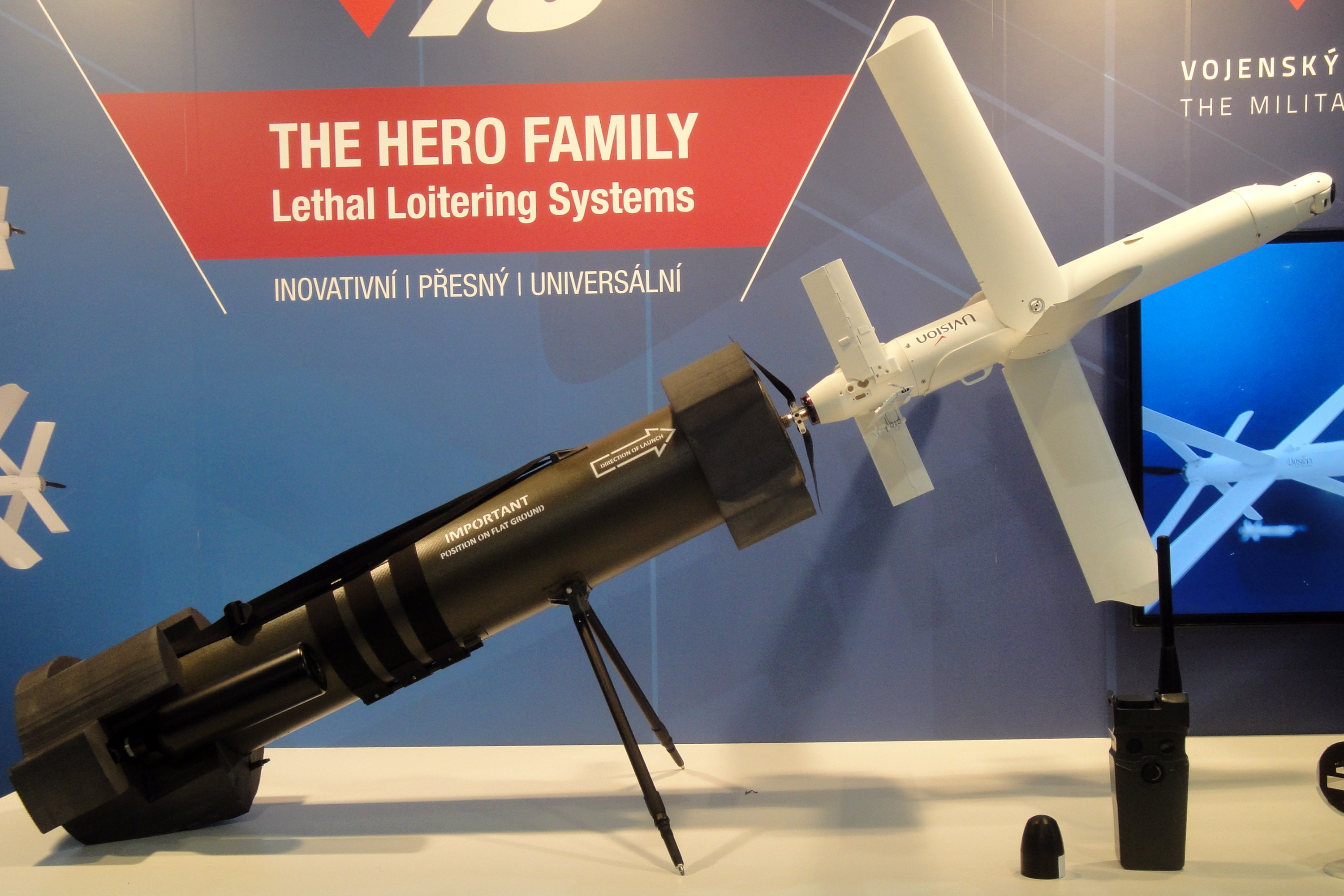
Hero-30 mit Startcontainer

UVision Air ist ein 2011 gegründetes israelisches Unternehmen, das sich mit der Entwicklung, Produktion und Vermarktung von Loitering Weapon („Lauernde Drohnen“) für Land-, Luft- und Seestreitkräfte beschäftigt. Bereits auf der Pariser Luftfahrtschau 2011 stellte das Unternehmen die ersten Produkte aus. Tochterfirmen von UVision Air sind die UVision USA Corporation in den Vereinigten Staaten und AVision Systems Pvt Ltd (Joint Venture mit Aditya Precitech Pvt Ltd) in Indien. Ende 2021 gingen UVision und Rheinmetall (über die italienische Tochter RMW Italia) eine Kooperation ein, um den europäischen Markt zu erschließen.

## Loitering Munition HERO
Die ursprünglich Wasp und Blade Arrow genannten Systeme wurden 2013 unter der gemeinsamen Bezeichnung HERO konsolidiert. Die Systeme sind für gezielte Angriffe gegen Ziele in verschiedenen Reichweiten gedacht. Diese werden für das Sammeln von Informationen, die Überwachung, die Identifizierung und den gezielten Angriff auf eine Vielzahl von Zielen auf dem Schlachtfeld verwendet. Je nach Typ und Anwendung gibt es mehrere Startmethoden: vom Boden durch einen einzelnen Soldaten, von Fahrzeugen und von einer Vielzahl von Luft- und Marine-Plattformen. Hero fliegt automatisiert in das Zielgebiet, kreist über diesem und greift ein vom Bediener ausgewähltes Ziel an. Es wird von einem Kommunikationssystem ferngesteuert und in Echtzeit aktiviert. Außerdem ist es mit einer elektrooptischen Kamera ausgestattet, deren Bilder von der Kommando- und Kontrollstation empfangen werden.
Überblick von bekannten Modellen
Hinweis: Einige Modelle waren Stand 2023 aus dem Programm genommen und teilweise durch andere Modelle oder Weiterentwicklungen ersetzt.
- HERO-20 - Manpack, tragbare Kamikazedrohne (Sprengstoff: 0,2 kg, Reichweite bis 10 km, Einsatz bis 20 min.)[14]
- HERO-30 - Manpack, tragbare Kamikazedrohne (Sprengstoff: 0,5 kg, Reichweite bis 15 km, Einsatz bis 30 min.)[15]
- HERO-70 - Kamikazedrohne (Sprengstoff: 1,2 kg, Reichweite bis 40 km, Einsatz bis 45 min.)[16]
- HERO-90 - Kamikazedrohne (Sprengstoff: 1,2 kg, Reichweite 40+ km, Einsatz bis 45 min.)[17]
- HERO-120 - Kamikazedrohne (Sprengstoff: 4,5 kg, Reichweite 60+ km, Einsatz bis 60 min.)[18]
- HERO-250 - Langstrecken-Kamikazedrohne (Sprengstoff: 5 kg, Reichweite 150 km, Einsatz bis 3 Stunden)[19]
- HERO-400 - Langstrecken-Kamikazedrohne (Sprengstoff: 8 kg, Reichweite 150 km, Einsatz bis 4 Stunden)[20]
- HERO-400-EC - Langstrecken-Kamikazedrohne (Sprengstoff: 10 kg, Reichweite 150 km, Einsatz bis 2 Stunden)[21]
- HERO-900 - Langstrecken-Kamikazedrohne (Sprengstoff: 30 kg, Reichweite 150 km, Einsatz bis 6 Stunden)[22]
- HERO-1250 - Langstrecken-Kamikazedrohne (Sprengstoff: 50 kg, Reichweite 200+ km, Einsatz bis 10 Stunden)[23]